# Domino-Theorie

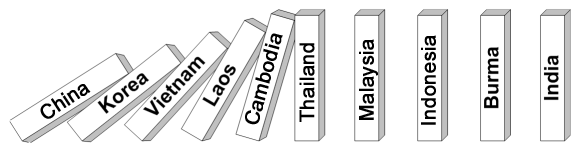
Illustration der Domino-Theorie in Bezug auf Asien

Die Domino-Theorie ist ein politischer Begriff aus den Zeiten des Ost-West-Konflikts. Sie wurde am 7. April 1954 von US-Präsident Dwight D. Eisenhower verkündet. Gemäß der Theorie würden Länder, die sich geographisch in der Nähe eines kommunistischen Landes befänden, durch die „populistische Kraft“ der kommunistischen Ideologie ebenfalls kommunistisch werden. Entsprechend würden nach und nach alle Länder einer Region wie bei einer Kette von Dominosteinen umfallen und sich damit von der westlichen Welt abwenden. Diese Theorie stützte fast durchgehend bis zum Ende des Kalten Kriegs 1990 eine Politik der USA, die mit offenen und verdeckten Methoden versuchte, das Vordringen des Kommunismus zu verhindern, besonders in Lateinamerika, Afrika und Südostasien. Folgen waren offene militärische Konflikte wie der Vietnamkrieg und von den USA geheim initiierte oder unterstützte Staatsstreiche gegen als links eingestufte demokratische Regierungen wie beim Putsch in Chile 1973. Insbesondere in Lateinamerika wurden zahlreiche rechtsgerichtete Militärdiktaturen unterstützt, die linke Oppositionsgruppen in so genannten Schmutzigen Kriegen bekämpften. Dabei kam es zu einer Vielzahl von Menschenrechtsverletzungen, besonders durch den Einsatz staatlich gesteuerter Todesschwadronen.

## Inhalt und Geschichte
Während des Kalten Krieges gingen die Staaten des Westens, insbesondere die USA, von großen Expansionsbestrebungen der Sowjetunion und ihrer kommunistischen Ideologie aus. Die Domino-Theorie geht davon aus, dass sobald ein Land in kommunistische Hände fiele, benachbarte Länder aufgrund der „populistischen Kraft der Ideologie“ binnen kurzer Zeit ebenfalls dem Kommunismus „ausgeliefert“ wären. Ähnlich wie eine Reihe Dominosteine würde so ein Land nach dem anderen kommunistisch werden und sich der Kommunismus unkontrollierbar ausdehnen. 
Diese Mechanik des Abgleitens in eine kommunistische Diktatur hatte eine deutlich rassistische Komponente: Präsident Franklin D. Roosevelt stellte sich beispielsweise eine Treuhandverwaltung für das Indochina der Nachkriegszeit für etwa 25 Jahre vor, „bis wir sie [die Vietnamesen] so weit haben“, dass sie sich selbst regieren können – unterschlagend, dass Indochina bis zur Mitte des 19. Jahrhunderts eine von europäischen Mächten unabhängige Geschichte von Hochkulturen selbständiger König- und Kaiserreiche hatte. Diese rassistisch-überhebliche Einstellung prägte die Entscheidungsträger in Regierung und Administration, die den Asiaten politische Unselbständigkeit zuschrieb und dadurch den vietnamesischen Nationalismus, schon das Motiv des Befreiungskampfes gegen die französische Kolonialherrschaft, für die Amerikaner unsichtbar machte, was zu ihrer „fatalen Unterschätzung des Gegners“ führte.
Als intellektuelle Begründer der Domino-Theorie gelten Dean Acheson und John Foster Dulles, Außenminister in den Regierungen Truman und Eisenhower. Der Ruf nach starken Maßnahmen gegen eine Ausdehnung des kommunistischen Blocks traf auf dem Höhepunkt des Kalten Krieges auf deutliche Zustimmung in der US-Öffentlichkeit, da auch das innenpolitische Klima sehr antikommunistisch dominiert war. Eisenhower begegnete diesem Domino-Effekt mit der Rollback-Politik, einer offensiven Weiterentwicklung der Eindämmungspolitik von Harry S. Truman. Die Rollback-Politik wurde jedoch nie in ihrer vollen offensiven Natur angewendet.
Rückblickend schien sich die Domino-Theorie mit dem „Verlust“ Chinas 1949 an den Kommunismus und das weitere Überschwappen der kommunistischen Ideologie auf Korea, Laos und Vietnam zu bestätigen. Sie diente daher zur Begründung für das militärische Engagement der USA vor allem in Vietnam. Auch das US-Engagement gegen sozialistische oder kommunistische Regierungen in Lateinamerika waren durch die Domino-Theorie begründet: 1954 beim Sturz des demokratisch gewählten guatemaltekischen Präsidenten Jacobo Árbenz Guzmán (Operation PBSUCCESS), bei der harten Haltung der Vereinigten Staaten gegenüber Kuba seit der Revolution durch Fidel Castro und bei den verdeckten CIA-Operationen in Chile, die am 11. September 1973 zum Militärputsch gegen den demokratisch gewählten sozialistischen Präsidenten Salvador Allende führte.
Die antikolonialen Revolutionen in den 1960er und 1970er Jahren, die häufig zu sozialistisch ausgerichteten Regimen in den afrikanischen Ex-Kolonien führten, sowie die Revolution in Nicaragua 1979 erneuerten die Befürchtungen eines Dominoeffektes und führten unter der Regierung Reagan zu verstärkten Anstrengungen von Containment und Rollback, wie u. a. zu Versuchen, sich sozialistisch orientierende Regimes zu stürzen, z. B. bei der US-Invasion in Grenada.
Die Domino-Theorie wird typischerweise dem Realismus oder dem Neorealismus zugeordnet. Sie wird seit 2023 in Folge der Ost-Erweiterung der NATO zur Rechtfertigung der Erhöhung der Rüstungsausgaben in den betroffenen Staaten bemüht.

## Kritik
Die Domino-Theorie ist wie der Realismus und der Neorealismus eine simple Theorie, die politische Prozesse nicht mit der notwendigen Komplexität wiedergibt. So wurde beispielsweise dem Wandel in der sowjetischen Außenpolitik unter Chruschtschow keine Rechnung getragen. Ebenfalls unberücksichtigt blieben die verschiedenen Ausrichtungen des Kommunismus und damit auch das chinesisch-sowjetische Zerwürfnis. Durch das offensive, zuweilen aggressive Verhalten der US-Außenpolitik entwickelte sich die Domino-Theorie teilweise zu einer selbsterfüllenden Prophezeiung. So bewirkte die Unterstützung der USA für die Diktatoren in Südkorea und Südvietnam sogar noch zu einer Stärkung der kommunistischen Bewegungen in diesen Ländern. Der Einmarsch in Laos (1964) und Kambodscha (1970) im Vietnamkrieg führten gerade dazu, dass diese Nachbarländer in Richtung Ostblock „kippten“. Die Befürchtungen seitens der USA, dass ganz Asien durch diese Entwicklungen kommunistisch würde, bewahrheiten sich indes nicht. Die bedingungslose Unterstützung antikommunistischer Politiker durch die USA, auch dann, wenn sie im Hinblick auf Menschenrechte oder Korruption von zweifelhafter Lauterkeit waren, stellte schließlich den moralischen Anspruch des eigenen Handelns in Frage.

### Fallbeispiel: Guatemala und El Salvador in den 1980er Jahren
Als besonders deutliches Beispiel für negative Auswirkungen dieser Politik gilt die massive Unterstützung der US-Regierung für die Militärdiktaturen in El Salvador und Guatemala in den 1980er Jahren. Beide seit langem diktatorisch regierte Länder sahen sich Anfang der 1980er durch eine jahrzehntelange verfehlte Wirtschafts- und Sozialpolitik sehr erfolgreichen linken Befreiungs- bzw. Guerilla-Bewegungen gegenüber, die eine ernsthafte Bedrohung für die Regime darstellten. In der Reagan-Regierung hatte sich die faktisch kaum zutreffende Überzeugung durchgesetzt, dass diese Bewegungen, ebenso wie die bereits seit 1979 regierenden linken Sandinisten im benachbarten Nicaragua, Verbündete der UdSSR und Kubas seien. In der Folge versuchte sie weitgehend erfolglos, jedoch mit großem Aufwand und propagandistischen Methoden, die Aufstände in El Salvador und Guatemala als Ergebnis kubanischer oder sowjetischer Einmischungen darzustellen, um die Unterstützung der auch in den USA umstrittenen Militärdiktaturen zu rechtfertigen. Nach dem Sturz des rechtsgerichteten nicaraguanischen Diktators Somoza 1979 durch die Sandinisten befürchteten Beobachter in den USA, dass El Salvador der nächste „fallende Dominostein“ sein könnte.
Nach Beginn der Unterstützung durch die Reagan-Regierung 1981, die mit der kritischen Haltung der Vorgängerregierung von Präsident Jimmy Carter brach, ermordeten vom Regime gesteuerte Todesschwadronen alleine in El Salvador innerhalb von zwei Jahren etwa 40.000 Oppositionelle, rund 0,8 % der Bevölkerung. Aus innenpolitischen Erwägungen, das heißt um den erheblichen Protest etwa von Seiten der Kirchen gegen diese Außenpolitik einzudämmen, sprach die US-Regierung offiziell von „Fortschritten“ im Bereich der Menschenrechte in den beiden Ländern. Die dortigen Herrscher änderten jedoch tatsächlich nichts an ihrer Vorgehensweise – dies wird auch darauf zurückgeführt, dass etwa die Militärs in El Salvador wussten, dass die USA einen drohenden „Verlust“ des Landes an die linke Befreiungsbewegung FMLN in jedem Fall verhindern wollten. Der US-Regierung war dabei intern durchaus klar, mit wem sie es zu tun hatte, so nannte ein Vize-Verteidigungsminister Reagans das salvadorianische Militär inoffiziell „einen Haufen mörderischer Gangster“ (orig.: a bunch of murderous thugs). Die US-Regierung war auch bestrebt, Nachrichten über die Gräueltaten und Massaker der unterstützten Militärs aus den US-Medien zu halten. So wurde laut New York Times versucht, das von der salvadorianischen Antiguerilla-Spezialeinheit Batallón Atlácatl verübte Massaker von El Mozote an 900 Zivilisten zu vertuschen („cover up“), und Außenminister Alexander Haig berichtete dem US-Kongress eine stark beschönigte, laut New York Times frei erfundene Version der Vergewaltigung und Ermordung dreier US-amerikanischer Nonnen durch salvadorianische Soldaten, was er Jahre später vehement bestritt.

### Entschuldigung Bill Clintons bei Guatemala und juristische Aufarbeitung
US-Präsident Bill Clinton wandte sich 1999 an das Volk Guatemalas – es sei falsch von den USA gewesen, das „Militär und verschiedene Geheimdienste“ Guatemalas zu unterstützen, die sich an Menschenrechtsverletzungen und der „gewaltsamen und weit verbreiteten Unterdrückung“ beteiligt hätten. Der Diktator Guatemalas von 1982 bis 1983, Efraín Ríos Montt, wurde im Mai 2013 wegen Völkermord und Verbrechen gegen die Menschlichkeit zu 80 Jahren Gefängnis verurteilt.